# Peter G. Richter
Peter G. Richter (* 8. Februar 1949 in Dresden) ist ein deutscher Psychologe.

## Leben
Nach Abschluss 1966 der 36. Polytechnischen Oberschule in Dresden studierte er von 1971 bis 1975 Psychologie an der TU Dresden. Nach der Promotion 1982 TU Dresden war er von 1987 bis 1990 Spezialist für psychologische Aufgaben, Designprojekt Dresden. Nach der Habilitation 1989 TU Dresden und der facultas docendi 1991 für Psychologie wurde er 1992 außerplanmäßiger Professor.
Seine Lehr- und Forschungsschwerpunkte sind Arbeits- und Organisationspsychologie, Wirtschaftspsychologie, Architekturpsychologie und Geschichte der Psychologie.